# 川野直輝
川野 直輝（かわの なおき、1982年2月22日 - ）は、千葉県茂原市出身の日本の俳優、アーティスト、ドラマー、元ジャニーズJr.。
特技はドラム、ベース、ギター、ピアノ。

## 経歴
9歳からドラムを始める。1995年、知人にジャニーズ事務所入りを勧められ、オーディションを受け入所。約3年活動した後、98年頃音楽の勉強に専念する為、ジャニーズ事務所を自主退所した。
10代後半は、主に地元で音楽活動を行っていたが、以前交流のあった業界関係者より“役者の素質があるから”と俳優復帰の勧めを受けた事を機に、2002年以降、俳優としての活動も再開する。
現在は俳優などの表舞台の活動のみならず、映像制作、音楽監修、劇伴制作等の裏方の仕事も行っている。
また一時期、ドラム講師もしていた。

## 出演

### テレビドラマ
- 木曜の怪談（フジテレビ）
  - 「怪奇倶楽部」小学生編・中学生編・学校の七不思議編（1995年10月19日 - 1996年11月28日） - 黒岩武 役
  - 木曜の怪談 ファイナル「タイムキーパーズ」（1997年） - ゲスト出演
- 遺言（2002年、日本テレビ）
- Pな彼女「セシルの奇跡」（2002年、TBS）
- ドゥニチラヴ 第10話「ガサ入れて、週末」（2003年、TVK他）
- 幸福の王子（2003年、日本テレビ）
- ぼくらはみんな生きている（2003年、テレビ朝日）
- ライオン先生（2003年、日本テレビ）
- 一生の言葉 娘からの贈り物（2004年、@nifty）
- 新マチベン 〜オトナの出番〜 第5・6話（2007年、NHK総合）
- 獣拳戦隊ゲキレンジャー（2007年、テレビ朝日） - ロン 役
- オトコマエ! 第5話（2008年、NHK総合） - 卯吉 役
- シバトラ（フジテレビ）
  - シバトラ〜童顔刑事・柴田竹虎〜（2008年） - 楠木裕二 役
  - シバトラ〜童顔刑事!史上最大の危機スペシャル〜（2009年5月9日） - 楠木裕二 役
- メン☆ドル 〜イケメンアイドル〜（2008年10月 - 12月、テレビ東京） - 葉村次郎 役
- 特命係長 只野仁 第4シーズン 第34話（2009年1月22日、テレビ朝日） - 霧島翔太 役
- ラストメール2 いちじく白書 第8話（2009年12月3日、BS朝日）
- 平成仮面ライダーシリーズ（テレビ朝日）
  - 仮面ライダーW 第39・40話（2010年6月20、27日） - 川相透 役
  - 仮面ライダーウィザード（2012年） - 木崎 役
- ハンマーセッション! 第7話（2010年8月21日、TBS） - テツ 役
- チャンス 第2話 - 最終話（2010年9月 - 10月、NHK総合）
- ギルティ 悪魔と契約した女 第1話（2010年10月12日、フジテレビ） - 吉井宏太刑事 役
- チーム・バチスタSP2011〜さらばジェネラル!天才救命医は愛する人を救えるか〜（2011年1月2日、関西テレビ） - ヨシハラ 役
- ホンボシ〜心理特捜事件簿〜 第6話（2011年2月24日、テレビ朝日） - 北山晴紀 役
- 最後の晩餐 〜刑事・遠野一行と七人の容疑者〜（2011年5月14日、テレビ朝日） - 関口学 役
- 相棒シリーズ（テレビ朝日）
  - Season 10 第2話（2011年10月26日） - 川北誠也 役
  - Season 14 第18-19話（2016年3月2、9日） - 遠藤亮 役
  - Season 22 第7話（2023年11月29日）- 佐光隆吾 役
- 月曜ゴールデン（TBS）
  - 「警視庁鑑識課〜南原幹司の鑑定〜2」（2011年11月28日） - 蛭子新太郎 役
  - 「守護神・ボディーガード 進藤輝 Episode2」（2013年7月22日） - 佐久間慎也 役
  - 「警視庁鑑識課〜南原幹司の鑑定〜3」（2013年8月19日） - 蛭子新太郎 役
- 警視庁失踪人捜査課スペシャル（2011年12月24日、朝日放送・テレビ朝日）
- Answer〜警視庁検証捜査官 最終話（2012年6月13日、テレビ朝日） - 花岡巧巳 役
- 遺留捜査 第2シリーズ 第6話（2012年8月23日、テレビ朝日） - 中尾亨 役
- 踊る大捜査線 THE LAST TV サラリーマン刑事と最後の難事件（2012年9月1日、フジテレビ） - 栗山孝治 役
- 正月時代劇「御鑓拝借〜酔いどれ小籐次留書〜」（2013年1月1日、NHK総合） - 満島尚尭 役
- トクボウ 警察庁特殊防犯課 第6話（2014年5月8日、日本テレビ・読売テレビ） - 森田勝利 役
- 水曜ミステリー9「北海道警事件ファイル 警部補 五条聖子2」（2014年4月21日、テレビ東京） - 八田公平 役
- 女はそれを許さない 第9話（2014年12月16日、TBS） - 小橋アキラ 役
- DOCTORS〜最強の名医〜 新春ドラマスペシャル（2015年1月4日、テレビ朝日系） - 梅屋敷隆史
- 土曜ワイド劇場「救急救命士・牧田さおり10」（2015年5月9日、テレビ朝日） - 柴田優也 役
- 神谷玄次郎捕物控2 最終話（2015年5月22日、NHK BSプレミアム） - 重吉 役
- 死の臓器（2015年7月 - 8月、WOWOW） - 船橋甫 役
- 科捜研の女（テレビ朝日）
  - season15 第3話（2015年10月29日） - 松木正 役
  - season19 第13話（2019年8月15日） - 橋本俊介 役
  - season21 第5話（2021年11月18日） - 戸村康介 役
- 孤独のグルメ Season5 第7話（2015年11月14日、テレビ東京） - 店主 役
- 火の粉 第3話（2016年4月16日、フジテレビ） - 中野佳樹 役
- 月曜名作劇場「湯けむりバスツアー 桜庭さやかの事件簿7」（2016年5月23日、TBS） - 高根沢玲二 役
- 記憶（2018年3月 - 6月、フジテレビ・J:COM） - 桜庭智弘 役
- 逃亡花（2018年6月 - 7月、BSジャパン） - 万時山 役
- 警視庁捜査資料管理室 (仮)（2018年10月1日 - 12月10日、BSフジ） - 栗山孝治 役 ※踊る大捜査線での役と同キャラ
  - 警視庁捜査資料管理室（2019年4月1日 - 6月10日） - 栗山孝治 役
- LINEの答えあわせ〜男と女の勘違い〜（2020年2月、読売テレビ　他）
- 絶メシロード 第8話（2020年3月14日、テレビ東京） - 轟 役
- 歴史迷宮からの脱出〜リアル脱出ゲーム×テレビ東京〜 第4話（2020年10月24日、テレビ東京） - 三吉慎蔵 役
- おいハンサム!! 第5話（2022年2月5日、フジテレビ）
- CODE-願いの代償- 第6話（2023年8月6日、読売テレビ・日本テレビ） - 桐生大輝 役

### 映画
- 精霊流し（2003年）
- 留守番ビデオ（2004年）
- L change the WorLd（2008年）
- 劇場版 炎神戦隊ゴーオンジャーVSゲキレンジャー（2009年、東映） - ロン 役
- 交渉人 THE MOVIE タイムリミット高度10,000mの頭脳戦（2010年） - 木元和樹 役
- ランデブー!（2010年） - 矢島（ダブル主演） 役
- 逆襲!スケ番☆ハンターズ/地獄の決闘（2010年）
- 踊る大捜査線 THE MOVIE3 ヤツらを解放せよ!（2010年） - 栗山孝治 役
- BECK（2010年）
- ハードロマンチッカー（2011年） - 金子 役
- Snowchild（2012年、モスクワ国際映画祭Perspectives Competition出品作品） - Kazuhiro 役
- 東京無印女子物語（2012年） - 船橋トモヤ 役
- 踊る大捜査線 THE FINAL 新たなる希望（2012年） - 栗山孝治 役
- 僕の中のオトコの娘（2012年） - 主演 足立謙介 役
- 利休にたずねよ（2013年） - 山上宗二 役
- 夜明け前 朝焼け中（2013年） - 長崎勇次 役
- 仮面ライダー×仮面ライダー 鎧武&ウィザード 天下分け目の戦国MOVIE大合戦（2013年） - 木崎政範 役
- 龍三と七人の子分たち（2015年） - 松嶋 役
- 海難1890（2015年） - 万一 役
- 心霊ツアーズ（2018年） - ナレーション
- メビウスの悪女　赤い部屋（2020年）
- すくってごらん（2021年）
- マイ・ダディ（2022年）
- ウェディング・ハイ（2022年） - 桜田誠 役
- TELL ME 〜hideと見た景色〜（2022年7月8日） - JOE 役[3]

### 舞台
- ROCK'IN JAM MUSICAL II（2006年）
- ナノスクエア主催「巌流島GANG」主演（2007年）
- ナノスクエア主催「258」主演（2008年）
- 秦組旗揚げ公演「Pain」（2008年）
- スーパーグラップラー公演「SHAMAN-BOY〜小角伝〜」ゲスト主演（2008年）
- SUPER MONKEY〜西遊記〜（2009年）※和央ようか降板のため、東京・大阪全公演中止
- OFFICEBLUE PRESENTS Vol.5「月の子供」主演（2010年1月13日 - 17日）
- スーパーグラップラー公演「キセキの人」(2010年8月)
- ジェットラグプロデュース「リ・メンバー」主演（2012年）
- トライフルエンターテインメントプロデュース「マティーニ! 〜ただ今、撮影5時間押し〜」(2013年2月)
- 南座ミステリー劇場「疑惑」（2014年10月4日 - 26日） - 藤原好郎 役

### インターネット放送
- ひだまりの場所〜初恋〜（2010年1月23日 - 4月11日、NTTドコモ・BeeTV）
- 係長 青島俊作 THE MOBILE 事件は取調室で起きている!（2010年6月1日 - ７月9日、ドコモ動画） - 栗山孝治 役
- クルマのふたり〜TOKYO DRIVE STORIES スピンオフドラマ「クルマのふたり〜TOKYO DRIVE SIDE STORY」（2011年10月24日 - 、ソニー損保・TwellV） - 飯田良平 役
- 係長 青島俊作2 事件はまたまた取調室で起きている!（2012年8月27日 - 9月7日、NOTTV） - 栗山孝治 役
- 踊る大捜査線×朝日新聞デジタル「湾岸署刑事課日記」（2012年8月23日、朝日新聞社） - 栗山孝治 役
- 踊る大宣伝会議、或いは私は如何にして踊るのを止めてゲームのルールを変えるに至ったか。Season2[注 1]（2015年10月13日同時配信、ネスレシアター） - 奥園通彦 役[4]
- フジコ（2015年11月13日、Hulu）
- やれたかも委員会（2018年2月24日、AbemaTV） - 藤森良太 役[5]

### CM
- NTTドコモ　関西FOMA「チケット篇」（2004年）
- ロッテ　極上比率「情熱と理性篇」（2012年）

### DVD
- Southern×Cross（2008年）

## 音楽監修・監督作品等
- 朗読劇「ノンセクシュアル」（2020年）音楽監修、製作、PV撮影[6]
- ショートムービー「秘密の花園」（2021年）監督、脚本、編集[7]
- 映画「TELL ME ～hideと見た景色～」（2022年）音楽監修[8]

## 音楽活動

### CD
- STARS
  - 「ORIGINAL」2003年（インディーズ）
  - 「Let's make ☆☆☆☆!!」2003年（インディーズ）
  - 「SUPER ROCK SHOW」2003年 BMGファンハウス
  - 「チェリーブラッサム」2004年 BMGファンハウス
- Dustz
  - 「Future」2008年 テレビ東京「モヤモヤさまぁ〜ず2」エンディング曲 Be On Key Records（インディーズ　シングル＋DVD）
  - 「Lapis lazuli」2009年 Be On Key Records（インディーズ シングル＋DVD）
  - 「Break&Peace」2009年5月 TBSアニメ「戦国BASARA」エンディング曲 EPICレコーズ
  - 「Brilliant Day」2009年10月 テレビ東京ドラマ「俺たちは天使だ！NO ANGEL NO LUCK」挿入歌 EPICレコーズ

### 過去の所属バンド
DUSTZ
詳細は藤田玲の項目を参照。
STARS
2001年5月結成。2003年12月結成活動休止中。
メンバーはドラム担当の川野直輝の他、U-TA★ROCK（ボーカル）、T-FUNK（ギター）、KenKen（ベース）。